# Формула-2 (с 2017)
Фо́рмула-2 (ранее — GP2) — гоночная серия, основанная в 2017 году. Была преобразована из гоночной серии GP2. Формула-2 является последней ступенью перед возможным переходом в Формулу-1. В этой серии обязательным для всех команд является использование одинаковых шасси, двигателя и наличие единого поставщика шин, что нужно для создания равных условий участия для всех и выявления действительно высококлассных гонщиков.
Большинство этапов серии проходит как гонки поддержки в рамках гоночных уик-эндов Формулы-1, чтобы дать гонщикам опыт участия в среде «королевских» Гран-при. Соревнования Формулы-2 проводятся в основном на территории Европы.

## Регламент

### Машина Формулы-2
Шасси: С сезона 2024 года используется шасси Dallara F2 2024. F2 2024 имеет полную массу 795 кг вместе с гонщиком и топливный бак 125 л.
Двигатель: Mecachrome V6 с турбонаддувом объёмом 3,4 литра мощностью 620 л. с. при 8750 об/мин. Крутящий момент 570 Н·м при 6000 об/мин. Ресурс: 8000 км.
Коробка передач: Продольная полуавтоматическая коробка передач с электрогидравлическим управлением разработана компанией Hewland и включает в себя 6 скоростей + задняя передача.
Шины: Единственным поставщиком шин является компания Pirelli. Используются слики для сухой погоды и шины для влажной погоды.
Другие составляющие: Brembo поставляет моноблоковые тормозные суппорта эксклюзивно для Формулы-2. Carbone Industry поставляет карбоновые тормозные диски и колодки. OZ Racing эксклюзивно поставляет 18-дюймовые колесные диски.
Автомобиль оснащен системой DRS и устройством защиты Halo.
Автомобиль также оснащен внутренней системой охлаждения, водяным радиатором, каналом радиатора, бензиновый / водяным теплообменником, модифицированным масляным дегазатором, масляными и водяными трубками и крепежными кронштейнами для теплообменника.

### Гоночный уик-энд
В пятницу у гонщиков есть 45-минутная сессия свободных заездов и длящаяся 30 минут квалификация. Квалификационная сессия показывает, с какого места будут стартовать гонщики в воскресной гонке, дистанция которой составляет 170 километров, но не более 60 минут (за исключением Монако, где дистанция ограничена 140 км и Будапешта, где дистанция ограничена 160 км).
В субботу проходит спринтерская гонка c дистанцией 120 километров, но не более 45 минут (за исключением Монако, где дистанция ограничена 100 км). Стартовая решётка спринтерской гонки реверсивная — гонщики, занявшие первые десять мест в квалификации, стартуют в обратном порядке.
Во время воскресной гонки каждый гонщик обязан сделать пит-стоп и заменить шины.

### Система начисления очков
| Система начисления очков | Система начисления очков | Система начисления очков | Система начисления очков | Система начисления очков | Система начисления очков | Система начисления очков | Система начисления очков | Система начисления очков | Система начисления очков | Система начисления очков | Система начисления очков | Система начисления очков |
| Место                    | 1                        | 2                        | 3                        | 4                        | 5                        | 6                        | 7                        | 8                        | 9                        | 10                       | Поул                     | Л/К                      |
| ------------------------ | ------------------------ | ------------------------ | ------------------------ | ------------------------ | ------------------------ | ------------------------ | ------------------------ | ------------------------ | ------------------------ | ------------------------ | ------------------------ | ------------------------ |
| Гонка                    | 25                       | 18                       | 15                       | 12                       | 10                       | 8                        | 6                        | 4                        | 2                        | 1                        | 2                        | 1                        |
| Спринт                   | 10                       | 8                        | 6                        | 5                        | 4                        | 3                        | 2                        | 1                        |                          |                          |                          | 1                        |

### Прочее
Гонщик, ранее становившийся чемпионом в GP2 или ФИА Формуле-2, не имеет права на дальнейшее участие в серии.

## Трассы
| Сезон 2024 - Сахир, Бахрейн (2017—2024) - Джидда, Саудовская Аравия (2021—2024) - Альберт-Парк, Австралия (2023—2024) - Имола, Италия (2022, 2024) - Монте-Карло, Монако (2017—2019, 2021—2024) - Каталунья, Испания (2017—2020, 2022—2024) - Ред Булл Ринг, Австрия (2017—2020, 2022—2024) - Сильверстоун, Великобритания (2017—2024) - Хунгароринг, Венгрия (2017—2020, 2022—2024) - Спа-Франкоршам, Бельгия (2017—2020, 2022—2024) - Монца, Италия (2017—2024) - Баку, Азербайджан (2017—2019, 2021—2024) - Лусаил, Катар (2024) - Яс Марина, ОАЭ (2017—2019, 2021—2024) | Бывшие - Херес, Испания (2017) - Муджелло, Италия (2020) - Сочи Автодром, Россия (2018—2021) - Поль Рикар, Франция (2018—2019, 2022) - Зандворт, Нидерланды (2022—2023) |

## Чемпионы и награды

### Личный зачёт
| Сезон | Чемпион                           | Вице-чемпион                      | Бронзовый призёр                  |
| ----- | --------------------------------- | --------------------------------- | --------------------------------- |
| 2017  | Шарль Леклер Prema Racing         | Артём Маркелов Russian Time       | Оливер Роуленд DAMS               |
| 2018  | Джордж Расселл ART Grand Prix     | Ландо Норрис Carlin               | Александр Албон DAMS              |
| 2019  | Ник де Врис ART Grand Prix        | Николас Латифи DAMS               | Лука Гьютто UNI-Virtuosi Racing   |
| 2020  | Мик Шумахер Prema Racing          | Каллум Айлотт UNI-Virtuosi Racing | Юки Цунода Carlin                 |
| 2021  | Оскар Пиастри Prema Racing        | Роберт Шварцман Prema Racing      | Чжоу Гуаньюй UNI-Virtuosi Racing  |
| 2022  | Фелипе Другович MP Motorsport     | Тео Пуршер ART Grand Prix         | Лиам Лоусон Carlin                |
| 2023  | Тео Пуршер ART Grand Prix         | Фредерик Вести Prema Racing       | Джек Дуэн Invicta Virtuosi Racing |
| 2024  | Габриэль Бортолето Invicta Racing | Исаак Хаджар Campos Racing        | Пол Арон Hitech Pulse-Eight       |

### Награда имени Антуана Юбера
В 2019 году была введена награда в честь Антуана Юбера, который скончался от травм, полученных в аварии в субботней гонке на трассе Спа-Франкоршам. Ею награждают лучших гонщиков-новичков сезона.
| Сезон | Гонщик                            |
| ----- | --------------------------------- |
| 2019  | Чжоу Гуаньюй UNI-Virtuosi Racing  |
| 2020  | Юки Цунода Carlin                 |
| 2021  | Оскар Пиастри Prema Racing        |
| 2022  | Аюму Иваса DAMS                   |
| 2023  | Виктор Мартен ART Grand Prix      |
| 2024  | Габриэль Бортолето Invicta Racing |

### Командный зачёт
| Сезон | Чемпион        | Вице-чемпион        | Бронзовый призёр |
| ----- | -------------- | ------------------- | ---------------- |
| 2017  | Russian Time   | Prema Powerteam     | DAMS             |
| 2018  | Carlin         | ART Grand Prix      | DAMS             |
| 2019  | DAMS           | UNI-Virtuosi Racing | ART Grand Prix   |
| 2020  | Prema Racing   | UNI-Virtuosi Racing | Carlin           |
| 2021  | Prema Racing   | UNI-Virtuosi Racing | Carlin           |
| 2022  | MP Motorsport  | Carlin              | ART Grand Prix   |
| 2023  | ART Grand Prix | Prema Racing        | Rodin Carlin     |
| 2024  | Invicta Racing | Campos Racing       | MP Motorsport    |

## Сезоны

### 2017
Дебютный сезон нового чемпионата. В этом сезоне использовалось шасси чемпионата-предшественника Dallara GP2/11 с безнаддувным двигателем Mecachrome V8 4.0 L. Чемпионом стал Шарль Леклер, вторым стал Артём Маркелов, третьим Оливер Роуленд.

### 2018
Второй сезон в истории нового чемпионата. В этом сезоне состоялся дебют нового шасси Dallara F2 2018, оснащенного новым поколением турбированных двигателей Mecachrome V6 3.4 L. Чемпионом стал Джордж Расселл, набрав 287 очков, вторым стал Ландо Норрис, третьим Александр Албон.

### 2019
Третий сезон в истории нового чемпионата. Чемпионом стал Ник де Врис, набрав 266 очков, вторым стал Николас Латифи, третьим — Лука Гьютто. Данный сезон был омрачен трагедией — 31 августа в субботней гонке на трассе Спа-Франкоршам на втором круге произошла массовая авария, в результате которой Антуан Юбер получил смертельные травмы, а Хуан Мануэль Корреа — переломы ног и спины.

### 2020
Четвертый сезон чемпионата. Начало сезона было отложено из-за пандемии COVID-19. Чемпионом стал Мик Шумахер, набрав 215 очков, вторым стал Каллум Айлотт, третьим — Юки Цунода.

### 2021
Пятый сезон чемпионата. Вследствие пандемии COVID-19 были введены меры по сокращению расходов команд-участников — в календаре уменьшилось количество этапов, однако для компенсации этих потерь за уик-энд проводились три гонки вместо двух. Чемпионом стал Оскар Пиастри, набрав 252,5 очков, вторым стал Роберт Шварцман, третьим — Чжоу Гуаньюй.

### 2022
Шестой сезон чемпионата. Формула-2 вернулась к формату уик-энда, состоящего из двух гонок, также был представлен рекордный календарь, состоящий из 14 этапов. Чемпионом стал Фелипе Другович, набрав 265 очков, вторым стал Тео Пуршер, третьим — Лиам Лоусон.

### 2023
Седьмой сезон чемпионата. Последний сезон для шасси Dallara F2 2018. Чемпионом стал Тео Пуршер, набрав 203 очков, вторым стал Фредерик Вести, третьим — Джек Дуэн.

### 2024
Восьмой сезон чемпионата. В этом сезоне состоялся дебют нового шасси Dallara F2 2024. Чемпионом стал Габриэль Бортолето, набрав 214,5 очков. вторым стал Исаак Хаджар, третьим — Пол Арон.

## Гонщики, перешедшие в Формулу 1
| Гонщик                | Формула-2 | Формула-2 | Формула-2 | Формула-2 | Формула-1            | Формула-1      | Формула-1 | Формула-1 | Формула-1    | Формула-1 |
| Гонщик                | Сезоны    | Гонки     | Победы    | Подиумы   | Сезоны               | Первая команда | Гран-при  | Победы    | Поул-позиции | Подиумы   |
| --------------------- | --------- | --------- | --------- | --------- | -------------------- | -------------- | --------- | --------- | ------------ | --------- |
| Шарль Леклер          | 2017      | 22        | 7         | 8         | 2018—2024            | Sauber         | 147       | 8         | 26           | 43        |
| Сергей Сироткин       | 2017      | 46        | 3         | 4         | 2018                 | Williams       | 21        | 0         | 0            | 0         |
| Джордж Расселл        | 2018      | 24        | 7         | 11        | 2019—2024            | Williams       | 128       | 3         | 6            | 15        |
| Ландо Норрис          | 2017—2018 | 26        | 1         | 8         | 2019—2024            | McLaren        | 128       | 4         | 9            | 26        |
| Александр Албон       | 2017—2018 | 44        | 4         | 10        | 2019—2020, 2022—2024 | Toro Rosso     | 104       | 0         | 0            | 2         |
| Николас Латифи        | 2017—2019 | 67        | 6         | 20        | 2020—2022            | Williams       | 61        | 0         | 0            | 0         |
| Джек Эйткен           | 2018—2021 | 76        | 4         | 11        | 2020                 | Williams       | 1         | 0         | 0            | 0         |
| Мик Шумахер           | 2019—2020 | 46        | 3         | 10        | 2021—2022            | Haas           | 43        | 0         | 0            | 0         |
| Никита Мазепин        | 2019—2020 | 46        | 2         | 6         | 2021                 | Haas           | 21        | 0         | 0            | 0         |
| Юки Цунода            | 2020      | 24        | 3         | 7         | 2021—2024            | AlphaTauri     | 87        | 0         | 0            | 0         |
| Чжоу Гуаньюй          | 2019—2021 | 68        | 5         | 20        | 2022—2024            | Alfa Romeo     | 68        | 0         | 0            | 0         |
| Ник де Врис           | 2017—2019 | 67        | 8         | 23        | 2022—2023            | Williams       | 11        | 0         | 0            | 0         |
| Оскар Пиастри         | 2021      | 23        | 6         | 11        | 2023—2024            | McLaren        | 46        | 2         | 0            | 10        |
| Логан Сарджент        | 2021—2022 | 31        | 2         | 4         | 2023—2024            | Williams       | 36        | 0         | 0            | 0         |
| Лиам Лоусон           | 2021—2022 | 51        | 5         | 13        | 2023—2024            | AlphaTauri     | 11        | 0         | 0            | 0         |
| Оливер Берман         | 2023—2024 | 50        | 7         | 9         | 2024                 | Ferrari        | 3         | 0         | 0            | 0         |
| Франко Колапинто      | 2023—2024 | 22        | 1         | 3         | 2024                 | Williams       | 9         | 0         | 0            | 0         |
| Джек Дуэн             | 2021—2023 | 60        | 6         | 11        | 2024                 | Alpine         | 1         | 0         | 0            | 0         |
| Андреа Кими Антонелли | 2024      | 24        | 2         | 3         | 2025                 | Mercedes       | 0         | 0         | 0            | 1         |
| Габриэль Бортолето    | 2024      | 26        | 2         | 8         | 2025                 | Sauber         | 0         | 0         | 0            | 0         |
| Источник:             |           |           |           |           |                      |                |           |           |              |           |

- Выделенные жирным шрифтом гонщики означает действующих гонщиков «Формулы-1»
- Золотым цветом выделен чемпион «Формулы-2»

## Гонщики, перешедшие из Формулы 1
В истории чемпионата ФИА Формулы-2 выступал всего один гонщик перешедший из Формулы-1. Роберто Мери выступал в сезонах 2017-2018 и 2022 годов.
| Гонщик       | Формула-1 | Формула-1         | Формула-1 | Формула-1 | Формула-1    | Формула-1 | Формула-2       | Формула-2 | Формула-2 | Формула-2 |
| Гонщик       | Сезоны    | Первая команда    | Гран-при  | Победы    | Поул-позиции | Подиумы   | Сезоны          | Гонки     | Победы    | Подиумы   |
| ------------ | --------- | ----------------- | --------- | --------- | ------------ | --------- | --------------- | --------- | --------- | --------- |
| Роберто Мери | 2015      | Manor Racing Team | 14        | 0         | 0            | 0         | 2017-2018, 2022 | 33        | 0         | 3         |

## Женщины в Формуле-2
В истории чемпионата ФИА Формула-2 принимала участие только одна женщина. Татьяна Кальдерон принимала участие в сезонах 2019 и 2022 годов
| Гонщица           | Сезоны     | Гонки | Победы | Подиумы |
| ----------------- | ---------- | ----- | ------ | ------- |
| Татьяна Кальдерон | 2019, 2022 | 29    | 0      | 0       |